# (74038) 1998 HE74
(74038) 1998 HE74 – planetoida z pasa głównego asteroid okrążająca Słońce w ciągu 3,6 lat w średniej odległości 2,35 j.a. Odkryta 21 kwietnia 1998 roku.